# Turzyca dacka
Turzyca dacka (Carex dacica) – gatunek z rodziny ciborowatych.

## Rozmieszczenie geograficzne
Występuje w Europie Północnej, Środkowej i Wschodniej. W Polsce występuje tylko w Bieszczadach Zachodnich na następujących stanowiskach: Połonina Wetlińska, Połonina Caryńska, przełęcz między Wielką Rawką a Małą Rawką, Bukowe Berdo, Krzemień, Kopa Bukowska, Halicz, Połonina Bukowska i Kińczyk Bukowski.

## Morfologia

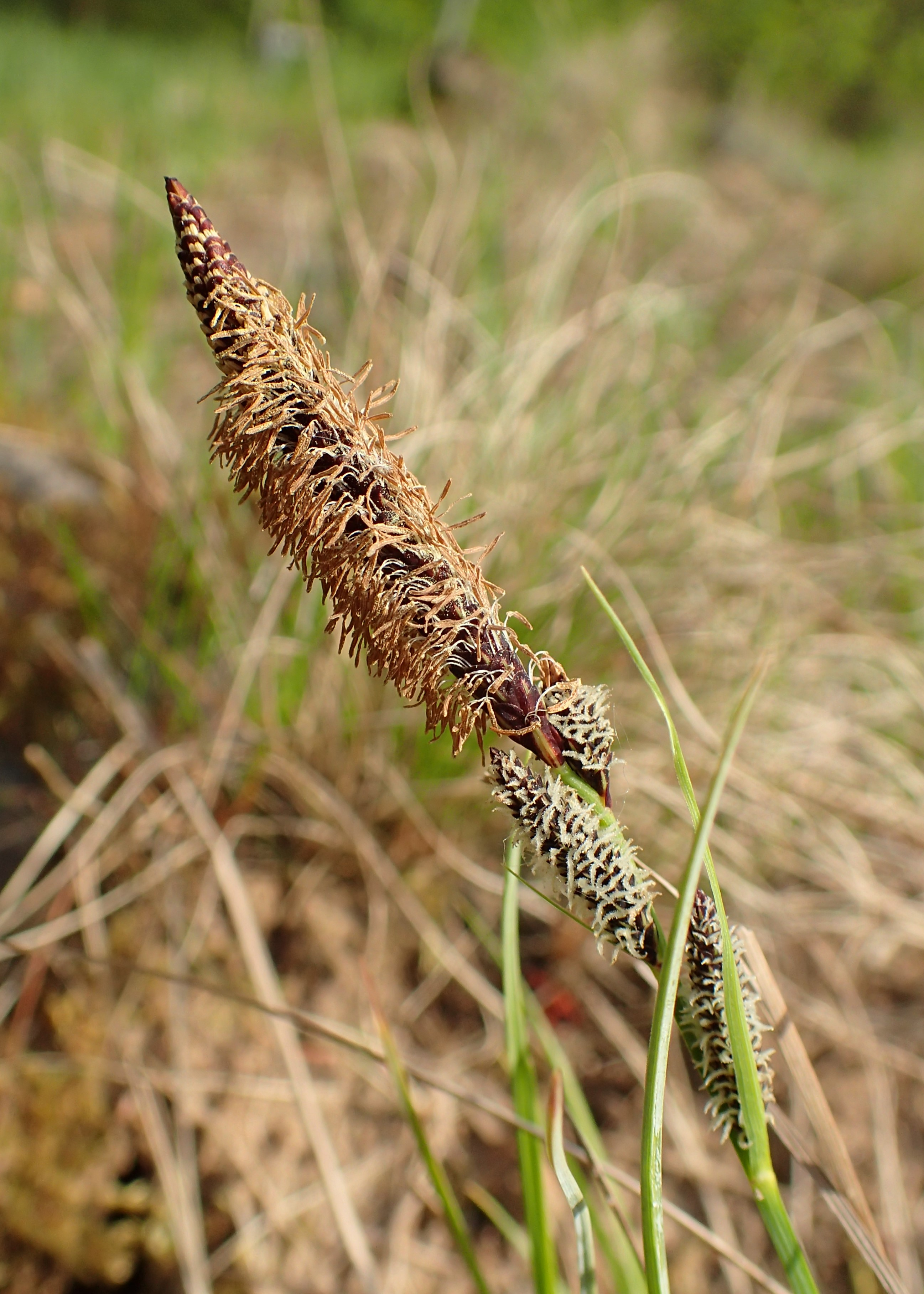
Kwiatostany

ŁodygaDo 30 cm wysokości, sztywna, szorstka, prosta, lub łukowato zgięta, u nasady z ciemnokasztanowymi pochwami.
LiścieSztywne, ok. 2 mm szerokości, z podwiniętym brzegiem. Wyrastają z długich rozłóg.
KwiatyKwiaty zebrane w 3–4 kłosy o długości 1,5–2 cm. Na szczycie pędu kwiatowego występuje kłos męski, pozostałe boczne to kłosy żeńskie. Podsadka dolnego kłosa bez pochwy, szydlasta. Przysadki czarne, jajowate, na grzbiecie z jaśniejszą kreską, krótsze od pęcherzyków. Pęcherzyki o długości 2 mm, zielone, jajowate, brodawkowane, z niewielkim dzióbkiem w kolorze czarnym. Znamion 2.

## Biologia i ekologia
RozwójBylina, hemikryptofit. Dobrze znosi długie okresy zalegania śniegu. Kwitnie w maju i czerwcu. Liczba chromosomów 2n=70.
SiedliskoRoślina wysokogórska, oreofit. Występuje w murawach wysokogórskich, bliźniczyskach i borówczyskach.

## Zagrożenia
Gatunek umieszczony w Polskiej czerwonej księdze roślin w kategorii VU (narażony). Tą samą kategorie posiada w Czerwonej Księdze Karpat Polskich. Na Czerwonej liście roślin i grzybów Polski (2006) posiada kategorię R (rzadki - potencjalnie zagrożony). W wydaniu z 2016 roku otrzymał kategorię VU (narażony).